# Wächter (Familienname)
Wächter bzw. Waechter ist ein im deutschen Sprachraum verbreiteter Familienname.

## Herkunft
Der Name geht – wie auch Wärter, Dankwart, Burgwart usw. – auf die Berufsbezeichnung des Wächters und somit den Wortstamm „wachen / warten“ zurück. Er entspricht außerhalb des deutschen Sprachraumes zum Beispiel den Familiennamen Guardian (engl.), Guardien (Frz.) und Guardini (ital.) sowie Gregor (griechisch: der Wachsame, Wächter) und Küster/Köster (von Lat. custos = der Wächter).
Er stammt von dem Wort ward („Wächter, Hüter“, vgl. im heutigen Deutsch noch Wörter wie Sportwart, Zeugwart u. ä.). Wächter/Wärter kommt also auch in Namen wie Burckhard, Borckert, Borgwart (norddeutscher Rufname „Burkhardt“ „borg-wart“ ⇒ „Burg + Hüter, Wächter“, erstes bekanntes Vorkommen: Burgward, um 900), Dankwart oder Dankert (vom althochdeutschen Rufnamen „thank-hart“ herstammend: „Dank, Gnade, Lohn + hart“ für „Dankert“, erstes bekanntes Vorkommen: Thancwardus, um 799, Tanchard, um 830, Danchart, um 1312, Danchardi, um 1337 vor.
Einen Ursprung scheint der Name Wächter – der Kommission für Mundart- und Namenforschung Westfalens beim Landschaftsverband Westfalen-Lippe zufolge – in Westfalen zu haben: Namensbildungen aus dem ravensbergischen (Raum Halle (Westf.), Bielefeld, Herford), die schon früher überliefert sind, lassen eine ziemlich sichere Rekonstruktion der ursprünglichen Form des Namens Olderdissen zu. Einem ursprünglichen Siedlungsnamen könnte man eine Bedeutungsumschreibung „bei den Häusern des Aldhard bzw. des Aldward“ geben. Es ist ein typisch germanischer, zweigliedriger Personenname, zusammengesetzt aus den Wörtern ald („alt“) und ward („Wächter, Hüter“).

## Verbreitung
Obwohl der Name im deutschen Sprachraum relativ häufig vorkommt, ist er nicht so weit verbreitet wie die ebenfalls von Berufsbezeichnungen stammenden Familiennamen Müller, Schuster oder Becker.

## Namensträger

### A
- Adolf Wächter (Politiker) (1873–1954), deutscher Politiker, Oberbürgermeister von Bamberg
- Adolf Wächter (Bankmanager) (1917–2013), deutscher Bankmanager
- Alexander Waechter (* 1948), österreichischer Schauspieler und Regisseur
- Alfred von Kiderlen-Waechter (1852–1912), deutscher Diplomat
- Anne Wächter (1931–2025), deutsche Natur- und Umweltschützerin
- Antoine Waechter (* 1949), französischer Politiker
- August von Wächter (Diplomat, 1776) (1776–1852), deutscher Diplomat
- August von Wächter (1807–1879), deutscher Diplomat und Politiker

### C
- Constanze Wächter (* 1988), deutsche Schauspielerin
- Cornelia Wächter, deutsche Anglistin und Hochschullehrerin

### D
- Detlef Wächter (* 1966), deutscher Diplomat

### E
- Eberhard von Wächter (1762–1852), deutscher Maler
- Eberhard Waechter (1929–1992), österreichischer Opernsänger und Operndirektor
- Edmund Wächter (* 1954), deutscher Flötist
- Eduard Wächter (1865–1947), deutscher Theologe
- Erich Wächter (Politiker) (1908–1971), deutscher Politiker (CDU)
- Erich Wächter (Dirigent) (* 1945), deutscher Dirigent
- Ernst Wächter (1872–1931), deutscher Opernsänger (Bass) und Musikpädagoge, siehe Ernst Wachter
- Ernst Wächter (Firmengründer) (?–1968), deutscher Firmengründer

### F
- F. K. Waechter (1937–2005), deutscher Schriftsteller, Autor und Karikaturist
- Felix Waechter (* 1971), deutscher Architekt und Hochschullehrer
- Felix von Waechter-Spittler (1851–1915), württembergischer Landgerichtsdirektor und Landtagsabgeordneter
- Franz Waechter (1884–1952), deutscher Bergwerksdirektor
- Franz Wächter (* 1929), deutscher Fußballspieler
- Franz-Joseph Wächter (1878–1959), deutscher Politiker
- Friedrich Wächter (1767–1840), württembergischer Jurist

### G
- Georg Christoph Wächter (1729–1790), Medailleur in Mannheim und St. Petersburg
- Gerhard Wächter (1946–2022), deutscher Politiker (CDU)
- Gerold Wächter (1906–1992), deutscher Landwirt und Politiker (FDP)

### H
- Hans Wächter (1920–2014), Schweizer Offizier
- Hans Waechter (1936–2020), deutscher Architekt und Hochschullehrer
- Hartmut Wächter (1938–2013), deutscher Betriebswirtschaftler
- Heinrich Wächter (* 1950), deutscher Koch
- Herbert Wächter (1932–1996), deutscher Maler und Grafiker
- Hermann Wächter (Politiker, 1816) (1816–1903), deutscher Pfarrer und Politiker, MdL Schwarzburg-Rudolstadt
- Hermann Wächter (Politiker, 1876) (1876–1954), deutscher Politiker (Wirtschaftspartei), MdL Thüringen
- Hermann Wächter (Schauspieler) (1937–2025), deutscher Schauspieler und Autor

### J
- Joachim Wächter (1926–2017), deutscher Archivar
- Johann Wächter (Theologe) (1767–1827), österreichischer Theologe
- Johann Wächter (Politiker), deutscher Kaufmann und Politiker, MdL Preußen
- Johann Michael Wächter (1794–1853), österreichischer Opernsänger (Bassbariton)
- Josef Wächter (Schriftsteller) (1792–1880), österreichischer Schriftsteller und Pädagoge
- Josef Wächter (1866–1949), österreichischer General und Politiker
- Julius Wächter, deutscher Politiker, MdL Bayern

### K
- Karina Wächter (* 1990), deutsche Politikerin (CDU), MdL
- Karl Waechter (Unternehmer) (Karl Leonhard Waechter; 1840–1913), deutscher Bau- und Bahnunternehmer
- Karl Wächter (Journalist) (1925–2015), deutscher Journalist und Redakteur
- Karl von Waechter-Spittler (1798–1874), deutscher Jurist, Beamter und Politiker
- Karl Alfred von Wächter (1844–1914), deutscher Rittergutsbesitzer und Politiker
- Karl Eberhard von Wächter (1758–1829), deutscher Jurist, Beamter und Politiker
- Karl Georg von Wächter (1797–1880), deutscher Jurist und Hochschullehrer
- Katja Wächter (* 1982), deutsche Florettfechterin
- Kay Waechter (* 1954), deutscher Jurist
- Klaus Wächter (1931–2006), Wissenschaftler, Hochschule für Verkehrswesen, TU Dresden

### L
- Leonhard Wächter (Pseudonym Veit Weber; 1762–1837), deutscher Schriftsteller
- Liesbeth Waechter-Böhm (* 1946), österreichische Autorin, Kunstkritikerin, Herausgeberin und Journalistin
- Lilly Wächter (1899–1989), deutsche Pazifistin (SPD, Demokratischer Frauenbund)
- Lothar Wächter (* 1952), deutscher katholischer Theologe
- Ludwig Wächter (1922–2010), deutscher evangelischer Theologe, Alttestamentler und Hochschullehrer

### M
- Martin Wächter (* 1960), deutscher Kommunalpolitiker (CDU) und hauptamtlicher Bürgermeister
- Matthias Waechter (* 1965), deutscher Historiker
- Max Waechter (1837–1924), britischer Kaufmann und Philanthrop
- Maximilian von Wächter (1811–1884), deutscher Politiker, Bürgermeister von Nürnberg
- Michael Wächter (* 1986), deutscher Schauspieler

### O
- Oskar von Wächter (1825–1902), Jurist, württembergischer Landtagsabgeordneter
- Otto Wächter (1901–1949), österreichischer Jurist, nationalsozialistischer Politiker und SS-Führer
- Otto Wächter (Politiker) (1832–1895), österreichischer Politiker des Abgeordnetenhauses

### P
- Paul Waechter (1846–1893), deutscher Optiker und Mechaniker
- Paula von Waechter (1860–1944), deutsche Malerin
- Peter Wächter (* 1941), österreichischer Violinist
- Philip Waechter (* 1968), deutscher Illustrator und Schriftsteller

### R
- Roswita Waechter (1939–2024), deutsche Künstlerin
- Rudolf Wächter (1868–1942), deutscher Unternehmer und Porzellanfabrikant

### S
- Stefan Wächter (Fußballspieler, 1978) (* 1978), deutscher Fußballspieler
- Stefan Wächter (Fußballspieler, 1997) (* 1997), deutscher Fußballspieler
- Steve Wächter (* 1979), deutscher Opernsänger
- Suse Wächter (* 1969), deutsche Puppenspielerin und Puppenbauerin

### T
- Theodor Waechter (1858–1907), deutscher Politiker, Bürgermeister von (Bad) Honnef 1889–1907
- Theodor von Wächter (1865–1943), deutscher Theologe und Sozialdemokrat
- Tobias Wächter (* 1988), deutscher Bahnradsportler
- Torkel S. Wächter (* 1961), schwedisch-deutscher Schriftsteller

### W
- Walter Wächter (1913–1983), deutscher Psychologe und Hochschullehrer
- Walter Wächter (Bildhauer) (1934–2004), Schweizer Bildhauer
- Waltraut Wächter (* 1956), deutsche Violinistin und Konzertmeisterin
- Werner Wächter (1902–1946), deutscher Politiker (NSDAP), MdR und Parteifunktionär
- Wilhelm Wächter (1870–1928), deutscher Botaniker und Publizist
- Wilhelm Wächter (Missionar) (1906–1943), deutscher römisch-katholischer Geistlicher, Steyler Missionar und Märtyrer
- Wolfgang Wächter (Philosoph) (* 1935), deutscher Philosoph und Historiker
- Wolfgang Wächter (Restaurator) (1940–2021), deutscher Buchrestaurator